# Christiane Jaquet-Berger

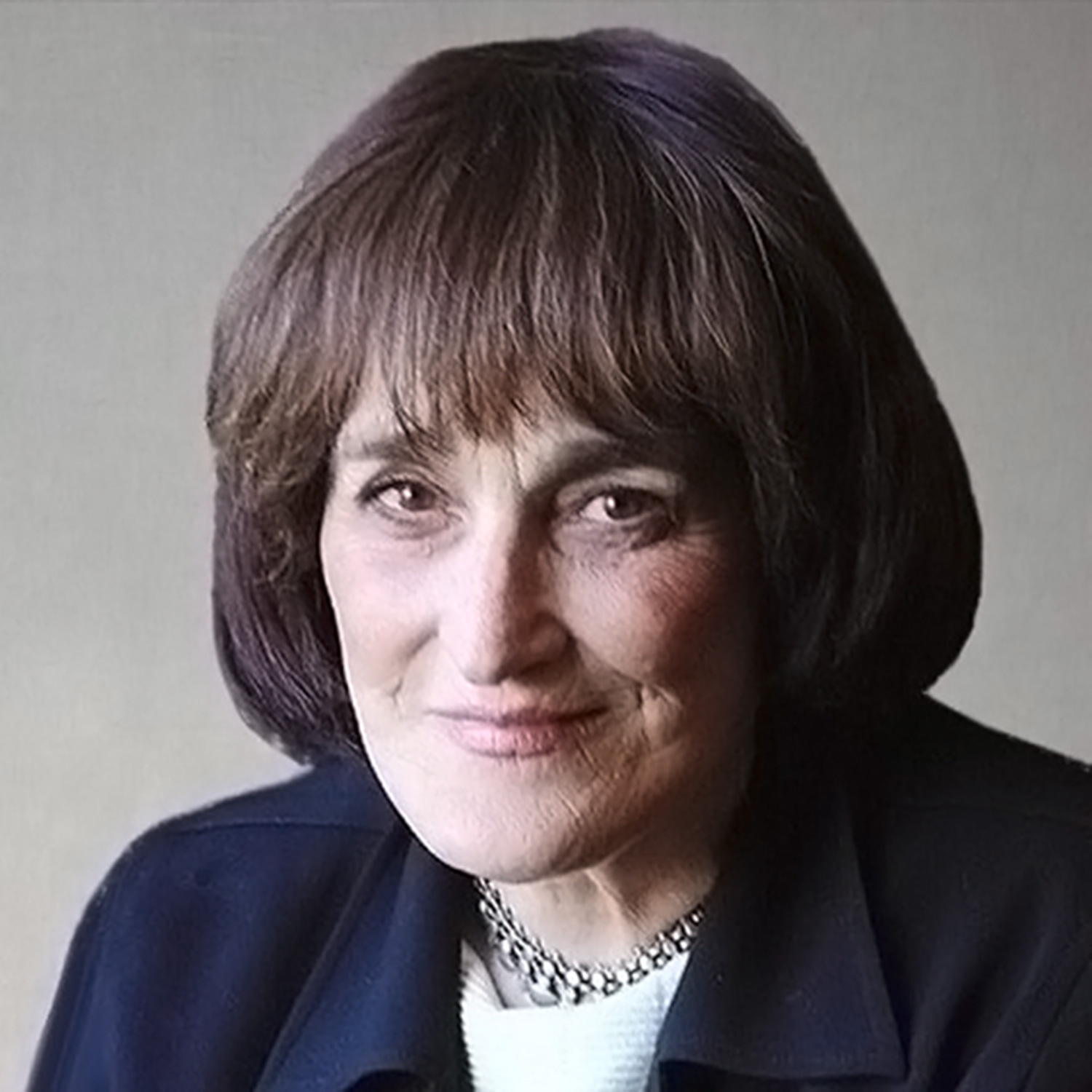
Christiane Jaquet-Berger

Christiane Jaquet-Berger (* 2. August 1937 in Lausanne) ist eine Schweizer Politikerin (PdA). Sie war von November 1996 bis Dezember 1999 für den Kanton Waadt im Nationalrat.

## Biografie
Christiane Jaquet-Berger wurde als Christiane Berger geboren. Sie ist ausgebildete Lehrerin. In den 1980er Jahren gründete und leitete sie zehn Jahre lang den Lausanner Radiosender Acidule.

## Politischer Werdegang
Im Alter von 40 Jahren wurde sie politisch aktiv. Von 1978 bis 2017 sass sie praktisch ununterbrochen im Grossen Rat des Kantons Waadt. Im Jahr 2005 präsidierte sie den Rat als erste ihrer Partei. Von 1993 bis 1996 war sie ausserdem Mitglied des Gemeinderats von Lausanne.
Am 25. November 1996 rückte sie für Josef Zisyadis, der in die Regierung des Kantons Waadt gewählt worden war, in den Nationalrat nach. Dort war sie in der Finanzkommission. Wie ihr Vorgänger reichte sie zahlreiche parlamentarische Vorstösse ein. Sie kandidierte 1999 für ihre Wiederwahl, wurde aber nicht wiedergewählt, da sie weniger als die Hälfte der Stimmen von Josef Zisyadis erhielt, der sich erneut zur Wahl stellte.